# إيمانويل لوبزكي
إيمانويل لوبزكي مورغنسترن (بالإسبانية: Emmanuel Lubezki)‏، المعروف باسم ايمانويل لوبزكي. هو مصور سينمائي مكسيكي. عمل لوبزكي مع أهم المخرجين مثل مايك نيكولز ومايكل مان (علي) وتيرينس ماليك (العالم الجديد، شجرة الحياة، يا للعجب، فارس الكؤوس) وتيم برتون (سليبي هولو) والأخوان كوين (يحرق بعد القراءة). ترشح لوبزكي لثمانية جوائز أوسكار عن فئة أفضل تصوير سينمائي، وفاز ثلاثة مرات على التوالي، عن الأفلام التالية، جاذبية (2013) والرجل الطائر (2014) والعائد (2015). ليصبح أول مصور سينمائي في التاريخ يحصل على جائزة الأوسكار ثلاثة مرات على التوالي.

## قائمة أعماله (جزئية)
تُظهر القائمة التالية أبرز أعمال لوبزكي وأهم الجوائز التي فاز بها عن كل فيلم.
| السنة | الفيلم                                          | المخرج                       | ملاحظات |
| ----- | ----------------------------------------------- | ---------------------------- | --- |
| 1991  | Sólo con tu pareja                              | ألفونسو كوارون               | |
| 1993  | Fallen Angels                                   | ألفونسو كوارون ستيفن سودربرغ | مسلسل تلفزيوني: حلقتين |
| 1994  | Reality Bites                                   | بن ستيلر                     | |
| 1995  | A Walk in the Clouds                            | ألفونسو أراو                 | |
| 1995  | A Little Princess                               | ألفونسو كوارون               | ترشح — جائزة الأوسكار لأفضل تصوير سينمائي |
| 1996  | The Birdcage                                    | مايك نيكولز                  | |
| 1998  | Meet Joe Black                                  | مارتن بريست                  | |
| 1998  | Great Expectations                              | ألفونسو كوارون               | |
| 1999  | Sleepy Hollow                                   | تيم برتون                    | جائزة ستالايت لأفضل تصوير سينمائي ترشح — جائزة الأوسكار لأفضل تصوير سينمائي ترشح — جائزة الجمعية الأمريكية للمصورين السينمائيين                                                                     |
| 2001  | Ali                                             | مايكل مان                    | |
| 2001  | Y Tu Mamá También                               | ألفونسو كوارون               | |
| 2003  | The Cat in the Hat                              | بو ويلش                      | |
| 2004  | The Assassination of Richard Nixon              | نيلز مولر                    | منتج مشارك أيضا |
| 2004  | Lemony Snicket's A Series of Unfortunate Events | براد سيلبيرلنغ               | ترشح — جائزة ستالايت لأفضل تصوير سينمائي |
| 2005  | The New World                                   | تيرينس ماليك                 | ترشح — جائزة الأوسكار لأفضل تصوير سينمائي |
| 2006  | Children of Men                                 | ألفونسو كوارون               | جائزة الجمعية الأمريكية للمصورين السينمائيين جائزة البافتا لأفضل تصوير سينمائي ترشح — جائزة الأوسكار لأفضل تصوير سينمائي                                                                            |
| 2007  | To Each His Own Cinema                          | أليخاندرو غونزاليز إيناريتو  | الجزء: "آنا" |
| 2008  | Burn After Reading                              | الأخوان كوين                 | |
| 2010  | Write the Future                                | أليخاندرو غونزاليز إيناريتو  | إعلان تلفزيوني |
| 2011  | The Tree of Life                                | تيرينس ماليك                 | جائزة الجمعية الأمريكية للمصورين السينمائيين ترشح — جائزة الأوسكار لأفضل تصوير سينمائي ترشح — جائزة ستالايت لأفضل تصوير سينمائي                                                                     |
| 2012  | To the Wonder                                   | تيرينس ماليك                 | |
| 2013  | Gravity                                         | ألفونسو كوارون               | جائزة الأوسكار لأفضل تصوير سينمائي جائزة الجمعية الأمريكية للمصورين السينمائيين جائزة البافتا لأفضل تصوير سينمائي جائزة ستالايت لأفضل تصوير سينمائي                                                 |
| 2014  | Birdman or (The Unexpected Virtue of Ignorance) | أليخاندرو غونزاليز إيناريتو  | جائزة الأوسكار لأفضل تصوير سينمائي جائزة الجمعية الأمريكية للمصورين السينمائيين جائزة البافتا لأفضل تصوير سينمائي جائزة الروح المستقلة لأفضل تصوير سينمائي ترشح — جائزة ستالايت لأفضل تصوير سينمائي |
| 2015  | Last Days in the Desert                         | رودريغو غارسيا               | |
| 2015  | Knight of Cups                                  | تيرينس ماليك                 | |
| 2015  | The Revenant                                    | أليخاندرو غونزاليز إيناريتو  | جائزة الأوسكار لأفضل تصوير سينمائي جائزة الجمعية الأمريكية للمصورين السينمائيين جائزة البافتا لأفضل تصوير سينمائي ترشح — جائزة ستالايت لأفضل تصوير سينمائي                                          |
| —     | فيلم تيرينس ماليك غير المعنون                   | تيرينس ماليك                 | |

## وصلات خارجية
- إيمانويل لوبزكي على موقع IMDb (الإنجليزية)
- إيمانويل لوبزكي على موقع مونزينجر (الألمانية)
- إيمانويل لوبزكي على موقع قاعدة بيانات الأفلام العربية
- إيمانويل لوبزكي على موقع ألو سيني (الفرنسية)
- إيمانويل لوبزكي على موقع أول موفي (الإنجليزية)
- إيمانويل لوبزكي على موقع قاعدة بيانات الأفلام السويدية (السويدية)
- إيمانويل لوبزكي على موقع قاعدة بيانات الفيلم (الإنجليزية)
- إيمانويل لوبزكي على موقع كينوبويسك (الروسية)